# おっぱい・フェスティバル
『おっぱい♥フェスティバル』は、キヨセ薫による日本の成人向け漫画。2013年4月17日に単行本が発売された。

## 僕のカノジョは地味で変わってるけどかわいくてエロい

### ストーリー
宅配業者の圭介はとある製薬会社に仕事できた。そこで働いている恋人の理恵がいた。
圭介は宅配のサインを受け取りながらも理恵にあることを聞いていた。
理恵は玩具を股間に仕込んでおり、その調子や感想を圭介は聞いていたのであった。
恋愛に不器用な理恵は圭介に恋愛について相談したが、悪乗りした圭介は冗談で変態なアドバイスをしたのだが理恵は本当に実践した。
それ以来、圭介は面白がるようになり、様々なことを理恵に吹き込んでみることを楽しんでいた。
そして圭介と理恵は性行為に及ぶようになる。

### 登場人物
圭介
宅配業者。理恵と付き合っている。理恵に冗談で変態的なアドバイスをしたが真に受けていたのを機にプレイを楽しむようになる。
佐藤理恵
製薬会社に勤める女性。お湯の沸かし方が変わっている。圭介の2歳年上。圭介の言うことを全面的に信じており、恋愛に不器用で圭介に恋人としての心構えなどのアドバイスを頼んだが冗談で言った圭介の変態な意見を真に受けて、実践している。

## 大乱交!!スイミングスクール♥

### 登場人物
先生
スイミングスクールの先生。麻衣とは恋人同士。
麻衣
スイミングスクールの生徒。先生の魅力を理解しており、先生と付き合っており肉体関係もある。しかし、先生を多数の女とエッチさせる開放的な性格ながらも自分が彼女という自覚はあり、先生には自分を最優先させている。
神崎望
21歳。スレンダーなスタイルと小麦色の肌が特徴。高校で水泳のインターハイの出場経験あり。ちなみに彼氏がいる。
斎藤可南子
35歳。圧倒的な肉感と爆乳の持ち主。人妻。旦那とはセックスレス状態。
西園寺あやめ
19歳。県内随一のお嬢様学園の大学生。真っ白な肌に声優のような声が特徴。真面目な性格の彼氏がいる。
小田真理
24歳。有名企業の社長秘書。

## 夜這島

### 登場人物
男性
会社員。名前は不明。リゾート開発するための下見に島に来た。島の外の人間ということから「島外様」と呼ばれている。
蒼
島に住んでいる女性。宿が無くて困っていた男性を家に泊める。男性からも美人と認められる美貌の持ち主。
蒼の母
名前は不明。物腰は柔らかいが自分は若くないから夜這いは遠慮するみたいに言っていながら、実際には夜這いをしようとする性的な性格。

## エステはキモチイイトコロ

### 登場人物
里中リサ
初めてエステに通った女性。ちーちゃんからも認められる爆乳。ちーちゃんの勧めでエステに来たが実は予定と違う場所の店に来ていた。
ちーちゃん
リサの幼馴染の親友。本名は不明。エステにはかなり通っている。
男性エステティシャン
リサのエステを担当した人物。実際はエステを悪用して女性と肉体関係を持っている卑劣漢。これにより何人もの女性とエッチしている。

## 彼女の妹は小悪魔

### 登場人物
和輝
主人公。彼女がいるが、その彼女の妹である真綾に手籠めにされている。なお、当の彼女とはまだエッチをしていない。真綾の度重なる誘惑に負けてしまい、自分から真綾を求めるようになる。
真綾
和輝の恋人の妹。姉の恋人である和輝に手を出す節操のない女性。胸が大きく和輝から爆乳と認められるている。
和輝の恋人
名前は不明。和輝の裸を見て赤面する奥手な性格。

## プレゼントが鍵!

### 登場人物
司
義姉ちゃんと3ヶ月前から肉体関係を持っているが愛撫にとどまっており互いに全裸になるようなエッチは物語開始時点ではしたことがなかった。義姉ちゃんの発言によると学生。
義姉ちゃん
司の義姉。眼鏡をかけた女性。でかい胸と感度の良さの持っている。

## 義姉チャレンジ!!

### ストーリー
お義姉ちゃんと義弟の圭一は福引の景品でホテルにきた。プールに入ろうと水着に着替えるため義姉弟はそれぞれ更衣室に入るが、そんなお義姉ちゃんを尻目に圭一はほくそ笑んでいた。
更衣室に入ったお義姉ちゃんは水着に着替えようと早速バックから水着を取り出そうとするがバックの中を見た途端お義姉ちゃんは一瞬止まった後、怒りながら圭一の名を叫んだ。そこにあったのは自分が用意した可愛い水着ではなく圭一が変えた際どい水着だからであった。
水着着用でないと入れないこともあり、仕方なくお義姉ちゃんは着替え、タオルで体をくるみながら出てきた。とりあえず合流した圭一を叱り、替えの水着を買いに行こうとしたが圭一に掴まれて止められる。
圭一はお義姉ちゃんをマゾと耳打ちしながら「たくさんの人に見られたら興奮するでしょ」とも囁く。実は羞恥心を煽られるようなプレイに興奮する性癖のお義姉ちゃんのことを言ったのであった。その言葉に興奮したお義姉ちゃんは言うとおりにプールに出た。
元々、美貌の持ち主で何より爆乳でもあったお義姉ちゃんのきわどい水着姿は周囲の男の目を引き付けた。
お義姉ちゃんはあまりの恥ずかしさに糸が切れたように座り込んでしまった。
圭一と二人きりになるがお義姉ちゃんは耐えきれなくなったように圭一にキスをして二人は舌をからめあう。そして二人はそのまま性行為に及ぶ。

### 登場人物
圭一
福引の景品でホテルにきた義姉弟の弟。悪戯にお義姉ちゃんを辱める性格。お義姉ちゃんよりも小柄だが逆駅弁ファックでお義姉ちゃんを持ち上げる怪力を持つ。性的なことでは完全に義姉の主導権を握っているが興奮した義姉に突然キスをされて驚くこともあった。
お義姉ちゃん
圭一の義姉。本名は不明。かなりの美人でウエストも細いうえに周囲に爆乳と言われる大きい胸を持つ。興奮しやすい性分だが圭一の変態な提案を恥ずかしがりながらも受け入れている優しい性格で悪戯で勝手なことをされても言うほど怒らない寛容さを持つ。可愛い水着を買ってきたが圭一により際どい三角ビギニと食い込みが目立つ水着に変えられていた。それしか着替えるものがなかったこともあり仕方なく着替えて代えの水着を買おうとしたが圭一による悪魔のささやきのごとく「マゾの姉ちゃんにはこれがお似合い」という言葉を聞いて興奮しプールにでるようになる。首輪をつけたプレイなどもしたことがある。

## Double deck 2段ベッド

### ストーリー
夜遅く、凜が居間に行くと電気がついていることを確認した。両親がそこにいて起きていたのであった。凜はそのことにため息をついた。
そのまま部屋に戻ると、そこには義理の弟の正基がおり、正基も両親が起きていることに辟易していた。実は二人は義理とはいえ姉弟でありながら肉体関係を持っていたのである。それゆえ、両親が起きているとエッチができないジレンマに陥っていたのである。
しかし、すぐ後に正基は凛の首にキスをして、自分の股間を凛に触らせる。そして凛の両胸を揉みしだいたが凜は拒否をしてベッドに戻る。
しかし、凜は興奮が収まらず、自慰をするようになる。それを正基に見られてしまい、凜は緊張するが、正基はお構いなしに凛の胸に吸い付く。

### 登場人物
凛
義弟の正基と肉体関係を持っているが最近はエッチが出来ていない。口では否定しても全然反抗ができていないなど体は正直というタイプ。
正基
凛の義弟。凛と肉体関係を持っており、弟の立場でありながらもエッチでは主導権を握っている。
お父さん
凛と正基と父親。妻とは再婚同士だがどちらの実父なのかは描かれていない。凜は「（お義父さんではなく）お父さん」と呼んでいるが詳細は不明。子供たちのセックス事情は知らず、そのセックスが雑音となって聞こえていることに驚いている。執筆に携わる仕事をしている。
お母さん
凛と正基の母親。夫とは違い子供たちがセックスしていることに気づいている可能性がある。

## ストレートフラッシュ!

### 登場人物
高坂
斎藤浩美に想いを馳せている男性社員。斎藤の彼氏のふりをすることになるが互いに両想いであることがわかり、キスや、エッチをするようになり、互いを結び合わせた森川や山野も赤面させるほどの性行為を見せる。
斎藤浩美
営業一課のOL。山野が言うには女子校と女子大出身。ちなみに斎藤とは自分が後輩の関係で斎藤を先輩と呼ぶ。
森川
企画部。
山野
営業二課。森川とは恋人同士で他は高坂と浩美しかいなかったとはいえ堂々とキスをしたり、生乳を出して揉まれたりした姿を見せた。

## 加奈さんの特別♥看護

### 登場人物
篠原
入院患者。
西崎加奈
篠原の担当のナース。篠崎が言うには「ちょっとドジっ子で天然。でも一生懸命な性格」。篠原に精力増進剤を打ってしまい、お詫びとして性欲処理を担当する。

## 書誌情報
- キヨセ薫 『おっぱい♥フェスティバル』 株式会社エンジェル出版、全1巻、2013年4月17日発売